# Nadka Golcheva
Nadka Vangelova Golcheva (cirílico:Надка Голчева) (Churicheni, Blagoevgrad, 12 de março de 1952) é uma ex-basquetebolista búlgara que conquistou a Medalha de Prata disputada nos XXII Jogos Olímpicos de Verão realizados em 1980 na cidade de Moscovo, União Soviética e a Medalha de Bronze nos XXI Jogos Olímpicos de Verão realizados em 1976 em Montreal, Canadá.